# Bornhardtite
Bornhardtite é um mineral de cor rosada, opaco e de brilho metálico, pertencente ao grupo das tioespinelas (lineítes). É um composto isométrico de selénio de origem hidrotermal, com a fórmula química Co2+(Co3+)2Se4 e a fórmula empírica CoCo2Se3 (peso molecular: 413,68; composição ponderal: 42,74% cobalto e 57,26% selénio). Tem densidade 5,18 e dureza Mohs 4.
O mineral foi descoberto na pedreira de Trogtal, arredores de Lautenthal, e em Tilkerode, nas Montanhas do Harz da Alemanha. Esta espinela foi assim denominada em honra do geólogo e explorador Wilhelm Bornhardt.